# Patrick Bergin
Patrick Connolly Bergin (ur. 4 lutego 1951 w Dublinie) – irlandzki aktor filmowy. Najbardziej znany z roli psychopatycznego męża Julii Roberts w filmie Sypiając z wrogiem oraz przywódcy terrorystów irlandzkich w Czas patriotów.

## Życiorys
Urodził się i wychował w Dublinie w Irlandii. Jego ojciec był związkowcem Partii Pracy, a później senatorem w parlamencie.
W wieku siedemnastu lat wyjechał do Londynu, gdzie wkrótce zaczął studiować dramat. Podczas studiów pracował jako listonosz i robotnik. Po ukończeniu szkoły w Londynie założył eksperymentalną grupę teatralną Mum's Underground. Przez pięć lat pracował jako nauczyciel matematyki, a następnie odbył długą podróż po Europie.
Występował w teatrze repertuarowym. Po debiucie w filmie fabularnym w Taffin (1988) u boku Pierce'a Brosnana, zdobył uznanie za rolę informatora Michaela McGurka w miniserialu Australian Broadcasting Corporation Act of Betrayal (1988). Jako Terence O'Farrell w jednym z odcinków serialu BBC Screen Two (1991) – pt.: Mieszanki morfiny i Dolly (Morphine and Dolly Mixtures) w powieści Yeatsa otrzymał nagrodę Welsh Best Actor Award. Podczas gdy w Wielkiej Brytanii Bergin zazwyczaj grał bohaterów, w Hollywood jest zwykle obsadzany jako czarny charakter.
Wykonywana przez niego piosenka „The Knacker” weszła do Top 10 w Irlandii.
Żonaty z Paulą Frazier, mają jedno dziecko.

## Wybrana filmografia
- 1988: Taffin jako Mo Taffin
- 1990: Góry Księżycowe (Mountains of the Moon) jako Richard Francis Burton
- 1991: Sypiając z wrogiem (Sleeping with the Enemy) jako Martin Burney
- 1991: Robin Hood jako Robin Hood
- 1992: Czas patriotów (Patriot Games) jako Kevin O'Donnell
- 1999: Oko obserwatora (Eye of the Beholder) jako Alexander Leonard
- 2004: Ella zaklęta (Ella Encharted) jako Sir Peter
- 2006: Wrobiony (Played) jako Riley
- 2009: Przekręt jako Toby Baxter
- 2012: Gallowwalkers jako Marshall Gaza
- 2017: EastEnders jako Aidan Maguire